# Gagra
Gagra, grad u republici Abhaziji, Gruzija, na obali Crnog mora. Prema procjeni iz 2011. u gradu je živjelo 12 364 stanovnika.

## Vanjske poveznice
- Službene stranice
- gagra.iatp.org.ge/index-eng.htm
- gagra.narod.ru